# 外廊

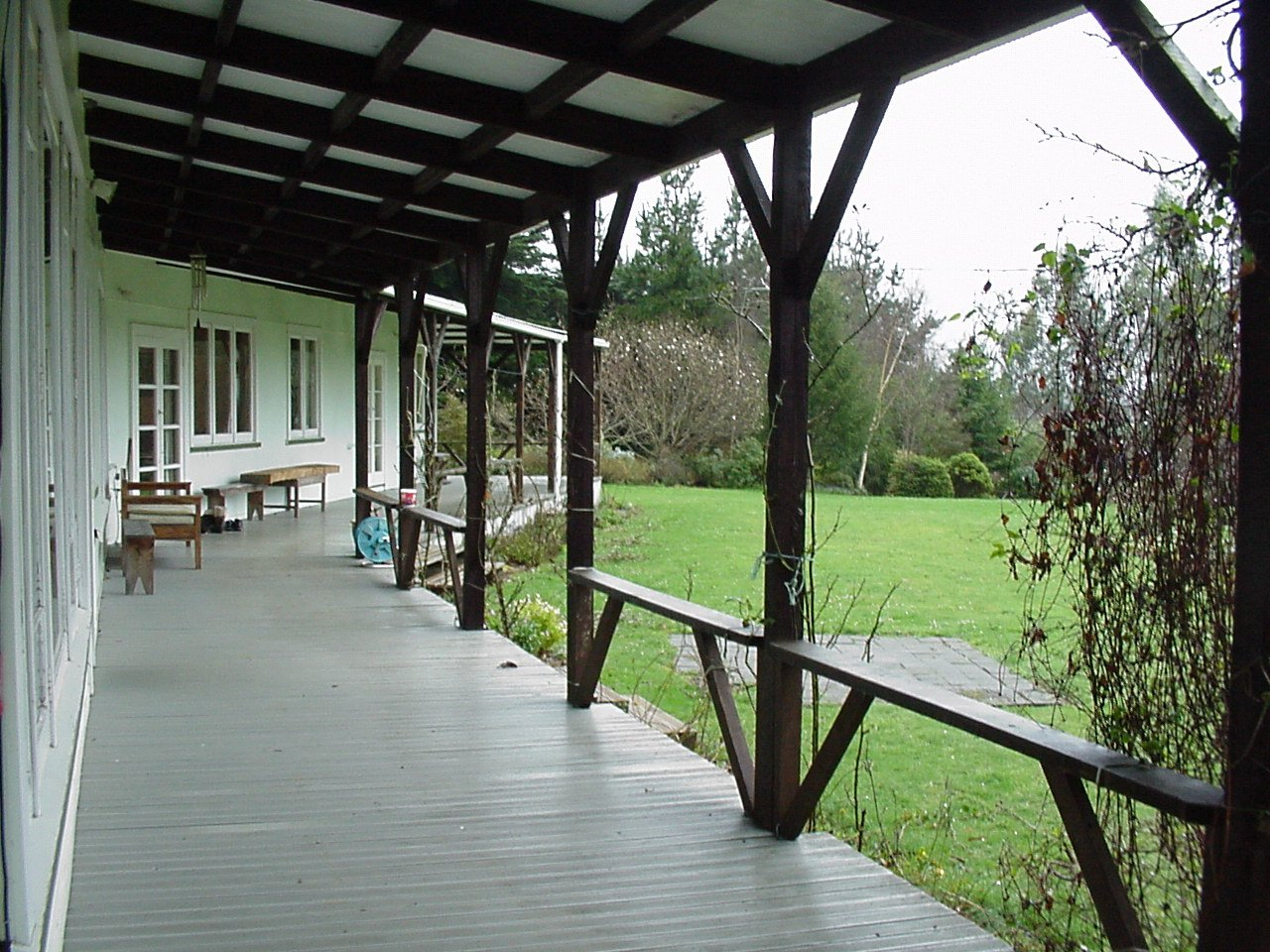
通向花园的外廊

外廊（英語：veranda）是一种有顶的开放式走廊或门廊，附于建筑物的外部。外廊通常局部以扶手封闭，常延伸至建筑物的正面和侧面。 